# Mýto
Mýto (in tedesco Mauth) è una città della Repubblica Ceca facente parte del distretto di Rokycany, nella regione di Plzeň.